# FENCE OF DEFENSE II
『FENCE OF DEFENSE II』（フェンス・オブ・ディフェンス　セカンド）は1987年12月2日にリリースされたFENCE OF DEFENSEの2ndアルバム。発売元は EPIC・ソニー。

## 解説
デビュー作となった前作から僅か半年後のリリースとなった2作目。3rdシングル「FREAKS」との同時リリース。
キャッチコピーは『「III」に行けなくても、「II」が君を待っている』であった。ちなみに「III」とは渋谷にあったライブハウスPARCO PART IIIのことで、リリース直後に、PARCO PART IIIでのライブがあった。
前作が1987年1月リリースの予定であったのが、6月21日となった為、2作品のインターバルが詰まった。
前作同様西村が全ての楽曲を作曲しており、サウンドの方向性も前作を踏襲している。ジャケットやブックレットは、黒を基調としている。

## 収録曲
| 全作曲: 西村麻聡、全編曲: FENCE OF DEFENSE。 |                     |           |            |      |
| #                                            | タイトル            | 作詞      | 作曲・編曲 | 時間 |
| 1.                                           | 「PROX-IM'I-TY」    |           | 西村麻聡   | 1:25 |
| 2.                                           | 「LIGHTHOUSE」      | K.INOJO   | 西村麻聡   | 5:05 |
| 3.                                           | 「FREAKS」          | K.INOJO   | 西村麻聡   | 4:11 |
| 4.                                           | 「MIDNIGHT FLOWER」 | 柳川英巳  | 西村麻聡   | 4:36 |
| 5.                                           | 「HARD LIPS」       | 柳川英巳  | 西村麻聡   | 5:06 |
| 合計時間:                                    | 合計時間:           | 合計時間: | 20:23      |      |

| #         | タイトル                     | 作詞              | 作曲・編曲 | 時間 |
| --------- | ---------------------------- | ----------------- | ---------- | ---- |
| 6.        | 「LEMMING」                  | K.INOJO、西村麻聡 |            | 5:31 |
| 7.        | 「TRUE FACE」                | FENCE OF DEFENSE  |            | 4:59 |
| 8.        | 「CAN'T TURN ON YOU TONITE」 | K.INOJO           |            | 5:22 |
| 9.        | 「STRANGER OVER SPLENDOR」   | 柳川英巳          |            | 4:23 |
| 合計時間: | 合計時間:                    | 合計時間:         | 20:15      |      |

## 楽曲解説
1. PROX-IM'I-TY
2. LIGHTHOUSE
3. FREAKS
  - 本作と同時発売の3rdシングル。
  - ちなみに『FREAKS』は一般的に彼らのファンを指す名前である。
4. MIDNIGHT FLOWER
  - 後の1988年2月26日に4thシングルとしてシングル・カット。彼らのシングルでは初めての8cmCDでリリースされた。尚、シングルバージョンは冒頭部分の笑い声はカットされている。
5. HARD LIPS
  - 後の1988年2月26日に4thシングル『MIDNIGHT FLOWER』のカップリング曲としてシングル・カット。
6. LEMMING
7. TRUE FACE
  - この楽曲のタイトルは当時の彼らのファンクラブの名称にも使われている。
8. CAN'T TURN ON YOU TONITE
9. STRANGER OVER SPLENDOR
  - 本作と同時発売の3rdシングル『FREAKS』のカップリング曲。